# Спасич, Предраг
Пре́драг Спа́сич (серб. Предраг Спасић; 29 сентября 1965, Крагуевац, СФРЮ) — югославский футболист, защитник.

## Клубная карьера
Начал карьеру в клубе «Раднички» из Крагуеваца, в то время игравшем в Первой лиге, а затем, в 1988 году, перешёл в «Партизан». После ЧМ-1990 был приглашён в мадридский «Реал», в котором отыграл всего один сезон. Затем играл за «Осасуну», «Атлетико Марбелья» и «Раднички Югопетрол». Закончил карьеру игрока в возрасте тридцати лет.

## Карьера в сборной
В составе сборной Югославии дебютировал в товарищеском матче со сборной Швейцарии 24 августа 1988 года. Принимал участие в олимпийском турнире 1988 года, ЧМ-1990, а также в отборочном цикле ЧЕ-1992.
После распада Югославии ни за одну из сборных бывших республик не выступал.